# Dyckia elata
Dyckia elata är en gräsväxtart som beskrevs av Carl Christian Mez. Dyckia elata ingår i släktet Dyckia och familjen Bromeliaceae. Inga underarter finns listade i Catalogue of Life.